# NEK2
La serina/treonina quinasa Nek2 es una enzima codificada en humanos por el gen nek2.

## Interacciones
La proteína NEK2 ha demostrado ser capaz de interaccionar con:
- MAPK1[3]
- NDC80[4][5]